# خنجولة

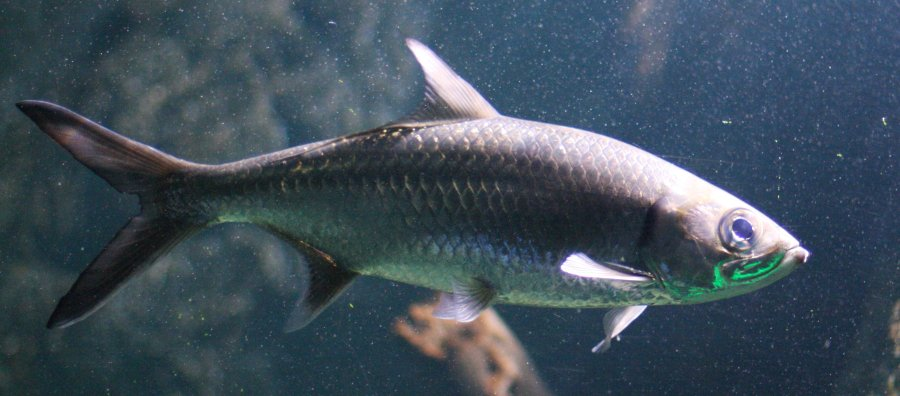

أسماك الطَربُون أو خُنْجُولَة (بالإنجليزية: Tarpons)‏ هي أسماك كبيرة من جنس ميجالوبس (Megalops). وهناك نوعان من الميجالوبس، أحدهما يرجع أصله إلى المحيط الأطلسي، والآخر يرجع أصله إلى المحيط الهندي والمحيط الهادي. وهذان النوعان هما الأعضاء الوحيدون ضمن فصيلة ميجالوبيديا (Megalopidae).

## الأنواع والمواطن
هناك نوعان من أسماك الطربون، ميجالوبس أتلانتيكاس (Megalops atlanticus) (سمك الطربون الأطلسي) وميجالوبس سيبرينويديس (Megalops cyprinoides) (طربون المحيط الهندي الهادي). ويوجد نوع ميجالوبس أتلانتيكاس على ساحل المحيط الأطلسي الغربي من فيرجينيا إلى البرازيل، عبر ساحل خليج المكسيك وعبر الكاريبي. كما توجد أسماك الطربون أيضًا على طول الساحل الشرقي للمحيط الأطلسي من السنغال إلى جنوب أنغولا. أما نوع ميجالوبس سيبرينويديس فيوجد على طول الساحل الشرقي من إفريقيا وعبر جنوب شرق آسيا واليابان وتاهيتي وأستراليا. وكلا النوعين يعيش في مواطن المياه المالحة والماء العذب، وعادةً ما تصعد هذه الأنواع إلى الأنهار للوصول إلى مستنقعات الماء العذب. كما أنها قادرة على البقاء حية في الماء المسوس والمياه ذات الأس الهيدروجيني المتغير، فضلاً عن المواطن التي تحتوي على قدر قليل من الأكسجين المذاب، وذلك بفضل المثانات الهوائية التي تتميز بها هذه الأسماك والتي تستخدمها بشكل أساسي في التنفس. وتختلف مواطن أسماك الطربون كثيرًا حسب مرحلة النمو التي تمر بها هذه الأسماك. فعادةً ما توجد اليرقات في المرحلة الأولى من النمو في مياه المحيطات الصافية الدافئة بالقرب من السطح نسبيًا. أما اليرقات في المرحلتين الثانية والثالثة من النمو فتوجد في المستنقعات المالحة والبرك المدية والجداول المائية والأنهار. وتتميز مواطن هذه الأسماك بأنها مسطحات مائية دافئة ضحلة معتمة ذات قيعان رملية طينية. ومن الشائع أن تصعد أسماك الطربون مجاري الأنهار إلى الماء العذب. ومع تطور هذه الأسماك من مرحلة اليفوع إلى مرحلة البلوغ، فإنها تعود إلى مياه المحيطات المفتوحة، إلا أن الكثير منها يبقى في مواطن الماء العذب.

## الخصائص الفيزيائية
تنمو أسماك الطربون ليصل طولها إلى حوالي 5-8 أقدام ويصل وزنها إلى 80-280 رطلاً. ولديها زعانف شعاعية ظهرية وشرجية لينة، كما أن ظهرها ضارب إلى اللون الأزرق أو الأخضر. وتتمتع أسماك الطربون بخطوط جانبية متميزة وحراشف فضية لامعة تغطي معظم الجسم فيما عدا الرأس. ولأسماك الطربون أعين كبيرة ذات جفون دهنية وفم واسع ذو فك سفلي ناتئ يبرز للخارج عن باقي أجزاء الوجه.

## الصفات البيولوجية والسلوك

### التكاثر ودورة الحياة
تتكاثر أسماك الطربون بعيدًا عن الشاطئ في مناطق منعزلة دافئة. وتتمتع الإناث بخصوبة عالية ويمكنها أن تضع ما يصل إلى 12 مليون بيضة مرة واحدة. وتبلغ مرحلة النضوج الجنسي بمجرد وصول طولها إلى حوالي 75-125 سم. وتتم عملية وضع البيض في الفترة من أواخر الربيع إلى بداية الصيف.
وهناك ثلاثة مستويات مختلفة للنمو تحدث عادةً في المواطن المتباينة. المرحلة الأولى هي مرحلة نحافة الرأس (Leptocephali)، أو المرحلة الأولى، التي تكتمل بعد 20-30 يومًا. وتتم هذه المرحلة في مياه المحيطات الدافئة الصافية، وعادةً ما تكون على بُعد 10-20 مترًا من السطح. ويتقلص الرأس النحيف مع تطور السمكة إلى يرقة، وتتطور اليرقات الأكثر تقلصًا بحلول اليوم الـ 70 (وهذه هي المرحلة الثانية). ويرجع السبب في ذلك إلى المرور بطور نمو سلبي يعقبه طور نمو متلكئ. وتبدأ المرحلة الثالثة وهي طور النمو اليافع بحلول اليوم الـ 70، ويبدأ هذا الكائن الحي في النمو بسرعة إلى أن يصل إلى مرحلة النضوج الجنسي.

### النظام الغذائي
إن أنواع الميجالوبس التي تكون في المرحلة الأولى من النمو لا تطوف بحثًا عن الطعام، ولكنها تمتص العناصر المغذية من مياه البحر باستخدام الامتصاص الغشائي. أما الأسماك اليافعة في المرحلتين الثانية والثالثة من النمو فتتغذى بشكل أساسي على العوالق الحيوانية، وكذلك على الحشرات والأسماك الصغيرة. ومع تقدمها في مرحلة النمو اليافعة، خاصة الأنواع التي تنمو في بيئات الماء العذب، يزيد استهلاكها للحشرات والأسماك وسرطانات البحر والروبيان العشبي. أما الأسماك البالغة فهي آكلة للحوم بشكل قسري وتتغذى على الفرائس التي تعيش في الأعماق المتوسطة من المياه، وتبتلع هذه الأسماك طعامها كاملاً وتصطاد ليلاً.

### الافتراس
المفترسون الرئيسيون لأنواع الميجالوبس خلال المرحلة الأولى وبدايات المرحلة الثانية من النمو هم الأسماك الأخرى وبعض العوالق الحيوانية حسب حجم يرقة الميجالوبس. وتتعرض الأسماك اليافعة الصغيرة للافتراس من قِبل أنواع الميجالوبس اليافعة الأخرى والطيور المتغذية على الأسماك. وأحيانًا تقع الأسماك البالغة من هذا النوع كفرائس لأسماك القرش وخنازير البحر والقاطور والطيور المتغذية على الأسماك. وتكون عُرضة بشكل خاص للافتراس من قِبل الطيور عندما تطفو إلى السطح للحصول على الهواء بسبب طريقة التدحرج التي تتحرك بها لاستنشاق الهواء، فضلاً عن الحراشف الفضية التي تحد جانبي أسماك الميجالوبس.

### المثانة الهوائية
إحدى الميزات الفريدة التي تتسم بها أسماك الميجالوبس هي وظيفة المثانة الهوائية بوصفها عضو تنفس زائف. ويمكن استخدام هذه الأعضاء الهوائية في الطفو أو كأعضاء تنفسية إضافية، أو كلاهما. وبالنسبة لأسماك الميجالوبس، تكون هذه المثانة الهوائية عبارة عن بنية مفردة حاملة للهواء تنشأ عند الظهر من البلعوم الخلفي. وتستخدم أسماك الميجالوبس المثانة الهوائية كعضو تنفسي، ويكون السطح التنفسي مغلفًا بالشعيرات الدموية مع وجود غشاء فوقي ظهاري رقيق. وهذا هو أساس النسيج السنخي الذي يوجد في المثانة الهوائية ويُعتقد أنه أحد الطرق الرئيسية التي «تتنفس» بها أسماك الميجالوبس. ويعد تنفس الهواء أمرًا إلزاميًا بالنسبة لأسماك الميجالوبس، وإذا لم يُتاح لها الوصول إلى السطح لاستنشاقه، فسوف تموت. وتتم عملية تبادل الغازات التي تحدث على السطح عبر حركة متدحرجة تقترن عادةً بمشاهدات أسماك الميجالوبس. ومن المعتقد أن «عملية التنفس» هذه تتم بوساطة إشارات مرئية، وأن معدل تكرار التنفس يتناسب عكسيًا مع محتوى الأكسجين المذاب في الماء الذي تعيش فيه هذه الأسماك.

## أسماك الميجالوبس والبشر
تعتبر أسماك الميجالوبس أحد أروع أسماك المياه المالحة المطلوبة في رياضة الصيد. وتلقى هذه الأسماك الاستحسان ليس فقط بسبب حجمها الكبير، ولكن أيضًا بسبب المعارك التي تخوضها وقدرتها المذهلة على القفز. وأسماك الميجالوبس أسماك عظمية ولحومها غير مرغوب فيها، ومن ثم يتم إطلاق معظم أسماك الميجالوبس بعد اصطيادها. وهناك العديد من المسابقات التي تُقام على مدار العام وتركز على اصطياد أسماك الميجالوبس.

## التوزيع الجغرافي والهجرة
نظرًا لأن أسماك الطربون ليست عالية القيمة التجارية كأسماك تُستخدم للطعام، فلم يتم توثيق الكثير بشأن توزيعها الجغرافي وهجرتها. تعيش أسماك الطربون على جانبي المحيط الأطلسي. وقد تم تحديد نطاق وجودها على نحو موثوق شرقي المحيط الأطلسي من السنغال إلى الكونغو. وقد تم التوصل إلى أن أسماك الطربون التي تعيش غربي المحيط الأطلسي تقطن بشكل أساسي المياه الساحلية الدافئة وتتركز في خليج المكسيك وفلوريدا وجزر الهند الغربية. ومع ذلك، يصطاد الصيادون الذين يستخدمون الصنارات أسماك الطربون بصورة منتظمة من مناطق كيب هاتراس، وحتى نوفا سكوتيا وبرمودا وجنوبًا حتى الأرجنتين. وهناك دراسات علمية، تأتي على رأسها دراسة «قناة بنما كممر للأسماك، مع قوائم وملاحظات حول الأسماك واللافقاريات التي خضعت للملاحظة» (The Panama Canal as a Passageway for Fishes, with Lists and Remarks on the Fishes and Invertebrates Observed) والتي وضعها صامويل إف هيلدبراند (Samuel F. Hildebrand) (1939)، تشير إلى أن قطعانًا من أسماك الطربون كانت تهاجر بصورة روتينية عبر قناة بنما من المحيط الأطلسي إلى المحيط الهادي وبالعكس على مدار أكثر من 70 عامًا. إلا أنه لم يثبت علميًا أن هذه الأسماك تتكاثر في المحيط الهادي. ومع ذلك، تميل الأدلة المستقاة من القصص التي يرويها مرشدو صيد أسماك الطربون والصيادون الذين يستخدمون الصنارات إلى تأييد هذه الفكرة، حيث إنه على مدار 60 عامًا الماضية تم اصطياد وتوثيق وجود الكثير من أسماك الطربون اليافعة الصغيرة فضلاً عن الأسماك العملاقة الناضجة على جانب قناة بنما المطل على المحيط الهادي في نهر بايانو وخليج سان ميجيل وروافده، بل وأبعد من ذلك حتى جزيرة كويبا في خليج شيريكي (Gulf of Chiriquí) بالإضافة إلى خليج بيناس بخليج بنما. ويبدو أنه نظرًا لأن أسماك الطربون تتحمل نطاقات كبيرة من الملوحة طوال حياتها وتأكل تقريبًا أي شيء ميت أو حي، فإن أسباب هجرتها تقتصر على درجات حرارة المياه فقط. فأسماك الطربون تفضل درجات حرارة المياه التي تتراوح بين 72 و82 درجة فهرنهايت؛ وتصبح هذه الأسماك خاملة في درجات الحرارة الأقل من 60 درجة، ومن الممكن أن تكون درجات الحرارة الأقل من 40 درجة فهرنهايت مميتة بالنسبة لها.

## وصلات خارجية
- Tarpon Geographical Distribution and Migration